# Papualthia
Papualthia es un género de plantas fanerógamas con 22 especies perteneciente a la familia de las anonáceas. Son nativas de Filipinas y Nueva Guinea.

## Taxonomía
El género fue descrito por Friedrich Ludwig Emil Diels y publicado en Botanische Jahrbücher für Systematik, Pflanzengeschichte und Pflanzengeographie 49: 138. 1912. La especie tipo es: Papualthia pilosa

## Especies
- Papualthia auriculata
- Papualthia bakeri
- Papualthia boholensis
- Papualthia bracteata
- Papualthia grandifolia
- Papualthia heteropetala
- Papualthia irosinensis
- Papualthia lanceolata
- Papualthia loheri
- Papualthia longipes
- Papualthia longirostris
- Papualthia mariannae
- Papualthia micrantha
- Papualthia mollis
- Papualthia pilosa
- Papualthia reticulata
- Papualthia roemeri
- Papualthia rudlophi
- Papualthia samarensis
- Papualthia sympetala
- Papualthia tenuipes
- Papualthia urdanetensis